# آبي إبراهيم
آبي إبراهيم (بالفرنسية: Abbe Ibrahim) هو لاعب كرة قدم توغولي، ولد في 25 يوليو 1986 في لومي في توغو. شارك مع منتخب توغو لكرة القدم. أما مع النوادي، فقد لعب مع نادي بياترا نيامتس ونادي تورونتو ونيويورك ريد بولز.

## وصلات خارجية
- آبي إبراهيم على موقع اتحاد أوكرانيا (الإنجليزية)
- آبي إبراهيم على موقع الدوري الأمريكي (الإنجليزية)
- آبي إبراهيم على موقع قاعدة بيانات كرة القدم.إي يو (الإنجليزية)
- آبي إبراهيم على موقع Soccerway.com (الإنجليزية)